# Lucinda Armstrong Hall
Lucinda Armstrong Hall es una actriz australiana conocida principalmente por haber interpretado a Holly Hoyland en la serie Neighbours.

## Carrera
En el 2012, al elenco de la obra Annie The Musical donde interpretó a la huérfana Friday.
En junio del 2013, se unió al elenco recurrente de la serie australiana Neighbours donde interpretó a la estudiante Holly Hoyland, la hija de Karl Kennedy y Isabelle "Izzy" Hoyland hasta el 2 de agosto del mismo año luego de que su personaje regresara a Londres con su madre. El 30 de mayo de 2014 Lucinda regresó a la serie nuevamente y se fue de nuevo el 11 de junio del mismo año para regresar a Londres. Holly regresó brevemente a la serie en el 2017 y a principios del 2018. Anteriormente el papel de Holly fue interpretado por la infante Chaya Broadmore en el 2007.

## Filmografía

### Series de televisión
| Año                      | Título     | Personaje     | Notas        |
| ------------------------ | ---------- | ------------- | ------------ |
| 2013 - 2014, 2017 - 2018 | Neighbours | Holly Hoyland | 30 episodios |

### Películas
| Año  | Título         | Personaje      | Notas |
| ---- | -------------- | -------------- | --- |
| 2014 | Now Add Honey  | Harriet Morgan | junto a Portia de Rossi, Philippa Coulthard, Ben Lawson, Angus Sampson, David Field, Robbie Magasiva & Erik Thomson |
| 2014 | Predestination | Estudiante     | junto a Ethan Hawke, Noah Taylor, Madeleine West, Sarah Snook, Cate Wolfe, Christopher Kirby & Freya Stafford       |

### Teatro
| Año  | Obra                    | Personaje | Notas                                                |
| ---- | ----------------------- | --------- | ---------------------------------------------------- |
| 2013 | Suessical the Musical   | Gertrude  | -                                                    |
| 2013 | Chitty Chitty Bang Bang | Greta     | -                                                    |
| 2012 | Annie The Musical       | Friday    | junto a Anthony Warlow, Nancye Hayes & Todd McKenney |